# Киселец
Киселецът (Rumex acetosa) е вид многогодишно тревисто растение от семейство Лападови, растящо в изобилие по поляните в по-голямата част от Европа и отглеждано като листен зеленчук. Наричан е още гластар, живовник, киселок, козилячка, лопош, козя брада
Киселецът е стройно растение, високо около 60 cm, със сочни стъбла и листа. Има кръгово разположени класове от червеникаво-зелени цветове, които цъфтят през юни и юли. Листата са продълговати, като по-ниските са дълги 7 – 15 cm, донякъде стреловидни в основата, с много дълги дръжки. Горните листа са без дръжки и често са тъмночервени.
С увеличаването на размера на цветовете, те придобиват червеникав цвят. Тичинките и пестиците са на различни растения. Семената, когато узреят, са кафяви и лъскави. Многогодишните корени навлизат дълбоко в земята.
Листата са кисели и служат за храна на ларвите на няколко вида пеперуди.
Киселецът е отглеждан културно в продължение на векове, въпреки че с времето популярността му е намаляла. Годните за ядене листа имат вкус, много близък до този на кивито или на кисели ягоди. Поради слабокиселия си вкус, се твърди, че гаси жаждата и се смята за полезен за повишаване на апетита. Листата могат да се добавят в салати за подсилване на вкуса. Често се пюрират в супи и сосове и са основна съставка в супа от киселец. Растението съдържа оксалова киселина, която допринася за характерния му вкус. Поради това растението е противопоказно за хора с ревматоидни оплаквания, камъни в бъбреците или пикочния мехур и др. подобни. Киселецът е също разслабително средство.

## Химичен състав[1]
Съдържа витамин C, провитамин A, оксалова киселина, калиев биоксалат, силициева киселина, флавоновия гликозид кверцетин-галактозид, минерални соли, главно калциеви и манганови, желязо, хиперин, рутин, гликозида витексин, витамин B1, белтъчни вещества. 

## Разпространение
Растението е разпространено в много части на света: Северна Африка, Азия, Европа и Западна Австралия. В планините се среща до алпийския пояс.
Повсеместно се използва като хранително или лекарствено растение.
Предпочита влажни и богати почви със слабокисела или неутрална реакция.
1. 1 2 3  Ланджев, Илия. Енциклопедия на лечебните растения в България.   София, изд. „Труд“, 2016. ISBN 978-954-398-483-1. с. 205.